# مروان دودين
مروان أكرم دودين (1936 – 18 أبريل 2016) كان سياسيًا أردنيًا وموظفًا مدنيًا. شغل مناصب رفيعة في شركة الطيران الوطنية الأردنية والمؤسسة الإذاعية الهاشمية قبل أن يتولى عدة مناصب وزارية في السبعينيات والثمانينيات. أطول فترة قضاها كوزير كانت في وزارة الزراعة من عام 1980 إلى عام 1984. في الفترة المتأخرة من حياته، شغل دودين منصبًا في مجلس الأردن.

## الحياة الأولية
ولد دودين في بئر السبع، فلسطين، في عام 1936. درس اللغة الإنجليزية والأدب في جامعة القاهرة.
بدأ دودين حياته المهنية كمعلم للغة الإنجليزية، وسرعان ما أصبح مترجمًا في أرامكو في المملكة العربية السعودية. من عام 1964 إلى عام 1967 كان عميدًا لشؤون الطلاب في الكلية السعودية للبترول والمعادن. عاد إلى الأردن ليصبح مديرًا للقسم التجاري في شركة الطيران الأردنية الملكية، حيث عمل من عام 1968 إلى عام 1971. وفي السنتين التاليتين، كان مديرًا للمؤسسة الإذاعية الهاشمية.

## المسيرة السياسية
دأت المسيرة السياسية لدودين في أغسطس 1973 عندما تم تعيينه وزيرًا للثقافة والإعلام. خدم حتى نوفمبر وتم تعيينه بعدها وزيرًا لشؤون رئيس الوزراء. استمر في هذا المنصب حتى عام 1974. في نفس العام أصبح مديرًا ورئيسًا للمنظمة التعاونية الأردنية. في عام 1978، تم تعيينه سفيرًا للأردن في رومانيا. عاد إلى الأردن وشغل منصب مدير لبنك تطوير المدن والقرى في عام 1980، قبل أن يتم تعيينه وزيرًا للزراعة. وكان دودين وزيرًا حتى عام 1984.
في عام 1986، بدأ دودين بتولي منصب وزير الدولة لشؤون الأراضي المحتلة. خلال فترة توليه المنصب، كان عليه التعامل مع اتهامات فساد توجهت لمسؤولين عليا بشأن بيع زيت الزيتون من الضفة الغربية إلى الحكومة الأردنية. وقاد دودين أيضًا جهودًا لخطة تنموية بقيمة مليار دولار للأراضي الفلسطينية. في عام 1988، تم التخلي عن وزارة شؤون الأراضي المحتلة وعين دودين بعد ذلك وزيرًا للعمل.
شغل دودين عضوية في مجلس الأعيان خلال أربع دورات مختلفة؛ الثامنة عشرة (1998-2001)، التاسعة عشرة (2001-2003)، الثانية والعشرين (2007-2009)، الثالثة والعشرين (2009-2010)، شارك كعضو في لجنة ملكية لإعادة النظر في التصميم الدستوري للأردن، بما في ذلك دستور الأردن والمحكمة الدستورية.
توفي دودين في 18 أبريل 2016.